# Seymour Johnson Air Force Base
La Seymour Johnson Air Force Base è una base militare dell'United States Air Force, gestita dall'Air Combat Command e situata vicino alla città di Goldsboro, nella Carolina del Nord

## Informazioni Generali
La struttura odierna è stata attivata il 12 settembre 1942, e prende il nome dal Tenente della Marina Seymour A. Johnson, nativo di Goldsboro e morto il 5 marzo 1941.

## Unità
Attualmente l'unità ospitante è il 4th Fighter Wing.
Sono presenti i seguenti reparti:
- U.S.A.F.
  - 414th Fighter Group, 944th Fighter Wing, Air Force Reserve Command
  - 567th RED HORSE Squadron, 622nd Civil Engineer Group, Air Force Reserve Command
  - 916th Air Refueling Wing, Air Force Reserve Command